# Walter Steinbauer
Walter Steinbauer   (Dießen am Ammersee, 20 de gener de 1945 - Murnau am Staffelsee, 28 de maig de 1991) fou un pilot de bob alemany que va competir sota bandera de la República Federal Alemanya, durant les dècades de 1960 i 1970.
El 1972 va prendre part en els Jocs Olímpics d'Hivern de Sapporo, on guanyà la medalla de bronze en la prova de bobs a quatre del programa de bobs. Formà equip amb Wolfgang Zimmerer, Peter Utzschneider i Stefan Gaisreiter. En el seu palmarès també destaquen una medalla d'or, una de plata i dues de bronze al Campionat del món de bob.